# Aun
Aun o Auchum és una figura de la mitologia germànica. Era un rei que sacrificava els seus fills a Odin perquè aquest li perllongúes la vida. Cada fill va donar nom a una de les províncies de Suècia. El seu llinatge és el predecessor dels reis suecs i noruecs.